# نیکولاس، کالیفرنیا
نیکولاس (به انگلیسی: Nicolaus) یک منطقهٔ مسکونی در ایالات متحده آمریکا است که در شهرستان سوتر، کالیفرنیا واقع شده‌است. نیکولاس ۸٫۱۲۷ کیلومتر مربع مساحت و ۲۱۱ نفر جمعیت دارد و ۷٫۹۲ متر بالاتر از سطح دریا واقع شده‌است.